# Недосеков, Максим Юрьевич
Макси́м Ю́рьевич Недосе́ков (бел. Максім Юр'евіч Недасекаў; род. 21 января 1998, Витебск) — белорусский в прыгун в высоту, бронзовый призёр Олимпийских игр 2020 года, серебряный призёр чемпионата Европы 2018 года. Лучший белорусский легкоатлет 2018 года.  Мастер спорта международного класса.

## Биография
Максим вырос в семье легкоатлетов. Мама — мастер спорта в прыжках в длину, папа — в барьерном беге. Тренер родителей, Сергей Сергеевич Кохненко, был также первым тренером Максима. Во время обучения в Республиканском государственном училище олимпийского резерва его сменил Юрий Викентьевич Моисиевич.

## Взгляды
Максим Недосеков поддерживает Александра Лукашенко, в 2020 году осудил протесты оппозиции и подписал провластное письмо белорусских спортсменов.
В апреле 2023 года Недосеков попал под санкции Украины.

## Основные результаты
Выиграв чемпионат Европы среди юниоров с результатом 2,33 метра, Максим побил рекорд соревнования, который держался 40 лет.

### Международные
| Год  | Соревнования                   | Место проведения          | Результат | Место |
| ---- | ------------------------------ | ------------------------- | --------- | ----- |
| 2016 | Чемпионат мира среди юниоров   | Быдгощ, Польша            | 2,18 м    | 8     |
| 2017 | Чемпионат Европы среди юниоров | Гроссето, Италия          | 2,33 м    | 1     |
| 2018 | Чемпионат мира в помещении     | Бирмингем, Великобритания | 2,20 м    | 6     |
| 2018 | Чемпионат Европы               | Берлин, Германия          | 2,33 м    | 2     |
| 2018 | Континентальный кубок IAAF     | Острава, Чехия            | 2,27 м    | 3     |
| 2019 | Матч Европа — США              | Минск, Белоруссия         | 2,35 м    | 1     |
| 2019 | Чемпионат мира                 | Доха, Катар               | 2,33 м    | 4     |
| 2021 | Чемпионат Европы в помещении   | Торунь, Польша            | 2,37 м NR | 1     |
| 2021 | Олимпийские игры 2020          | Токио, Япония             | 2,37 м NR | 3     |

### Национальные
| Год  | Соревнования         | Место проведения | Результат | Место |
| ---- | -------------------- | ---------------- | --------- | ----- |
| 2018 | Чемпионат Белоруссии | Могилёв          | 2,31 м    | 1     |

## Хобби
Увлекается игрой в Dota 2.